# Casa Sebastià Costa
La Casa Sebastià Costa és una obra del municipi de Granollers (Vallès Oriental) protegida com a bé cultural d'interès local.

## Descripció
És un habitatge entre parets mitgeres amb una planta baixa i dos pisos. La coberta presenta una gran pendent, que enclou la segona planta. La façana és de tipus simètric, de maó vist. Al primer pis hi ha diverses finestres alineades amb ampitador i arcs en talons i cimacis. A sobre, dividit en els dos pisos, s'aprecia un gran ràfec sostingut per carteles i trencat en el lloc de les finestres. El llenguatge compositiu s'aproxima a la influència noucentista. Pertany a l'última etapa de l'arquitecte Joaquim Raspall.
Forma part de la Ruta Modernista de Granollers.

## Història
Va ser construïda el 1928. Està situada en un carrer típicament medieval de la ciutat; malgrat que en els últims anys s'ha iniciat un procés de transformació que degrada la zona.